# Cipocereus bradei
Cipocereus bradei es una especie de planta suculenta perteneciente al género Cipocereus, dentro de la familia Cactaceae. Es endémica del sudeste de Brasil.

## Descripción
Cipocereus bradei es una especie de cactus ramificado que alcanza una altura de hasta 3,5 m y un diámetro de 8 a 9 cm. Los tallos inicialmente son de color azul y con la edad se tornan a azul grisáceo. 
Presentan de 8 a 9 costillas ligeramente arqueadas, de aproximadamente 1 cm de alto y hasta 2,5 cm de ancho, y están divididas por surcos. En ellas se asientan areolas ovaladas casi calvas, con espinas variables que a menudo están completamente ausentes en los brotes más viejos. Tienen de 1 a 2 espinas centrales punzantes y de color negro que apuntan hacia abajo o hacia arriba y miden hasta 3,5 cm de largo. También hay de 4 a 5 espinas radiales de color marrón y miden hasta 1,5 cm de longitud.
Las flores son blancas, miden hasta 7,5 cm de largo y 3 cm de diámetro. El pericarpio y el tubo floral son de color azul escarchado. Los frutos son esféricos y de color azul intenso. Son lisos, glabros y tienen un diámetro de hasta 5,5 cm. En su interior encontramos semillas de color marrón.

## Distribución y hábitat
El área de distribución nativa de esta especie es el sudeste de Brasil (concretamente en el estado de Minas Gerais) y crece principalmente en el bioma tropical estacionalmente seco, a 500 y 1200 m sobre el nivel del mar.

## Taxonomía
La primera descripción de esta especie fue como Pilocereus bradei, publicada en 1942 por los botánicos alemanes Curt Backeberg y Otto Voll en la revista ilustrada Cactaceae. Jahrbücher der Deutschen Kakteen-Gesellschaft 1941(2): 78.
Más tarde, los botánicos Nigel Paul Taylor y Daniela Cristina Zappi trasladaron la especie al género Cipocereus, por lo que pasó a llamarse Cipocereus bradei. Registraron estos cambios en la revista científica Bradleya 9: 86, publicada en 1991.
Etimología
- Cipocereus: nombre genérico que deriva de la combinación de las palabras cipo (que hace referencia a la Sierra del Cipó en el estado brasileño de Minas Gerais, lugar donde se ubica una de la especies) y la palabra latina cereus (que se traduce como 'vela' o 'cirio'), haciendo alusión a su forma alargada perfectamente recta.[6]
- bradei: epíteto específico otorgado en honor al botánico alemán Alexander Curt Brade (1881-1971), quien trabajó durante mucho tiempo en el jardín botánico de Río de Janeiro.[7]

## Estado de conservación
En la Lista Roja de Especies Amenazadas de la UICN, la especie está clasificada como “Vulnerable (VU)”.
Las amenazas más importantes incluyen la degradación de su hábitat causada por actividades mineras y los incendios intencionales utilizados para el manejo de pastizales, especialmente en la parte occidental de su área de distribución. Estos factores contribuyen a la pérdida y fragmentación del entorno natural necesario para la supervivencia de la especie.

## Usos
Cipocereus bradei se cultiva principalmente como planta ornamental y su propagación se realiza a través de esquejes o semillas.
Crece en suelos bien drenados, por lo que se recomienda utilizar una mezcla de tierra para cactus con arena o grava para evitar el encharcamiento. Requiere abundante luz, aunque es conveniente protegerlo del sol directo durante las horas más intensas. Prefiere temperaturas moderadas y no tolera bien el frío, por lo que es ideal mantenerlo por encima de los 10 °C.
El riego debe ser moderado en primavera y verano, realizándose solo cuando el sustrato esté completamente seco. En otoño, se reduce la frecuencia de riego, aproximadamente a una vez cada dos meses, y en invierno se suspende por completo.

## Galería

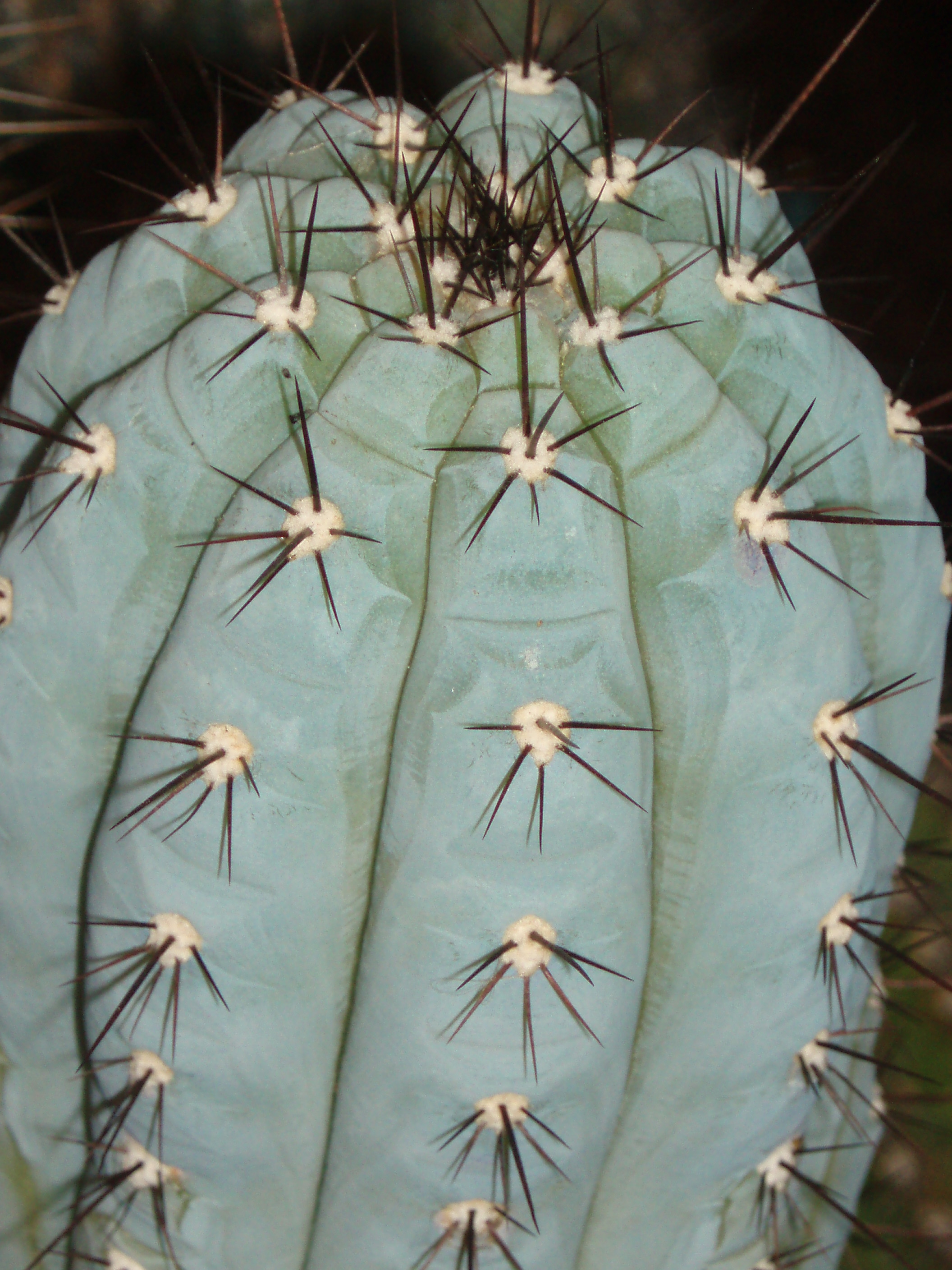
Detalle del ápice
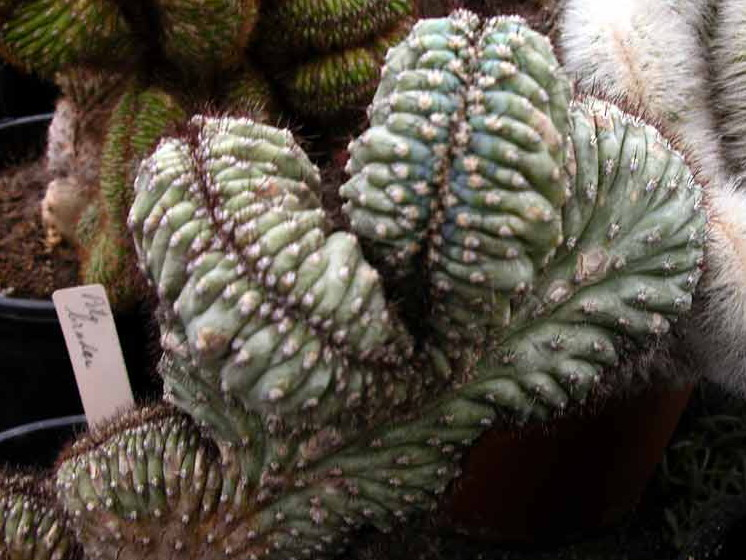
Cultivo de la variedad cristata
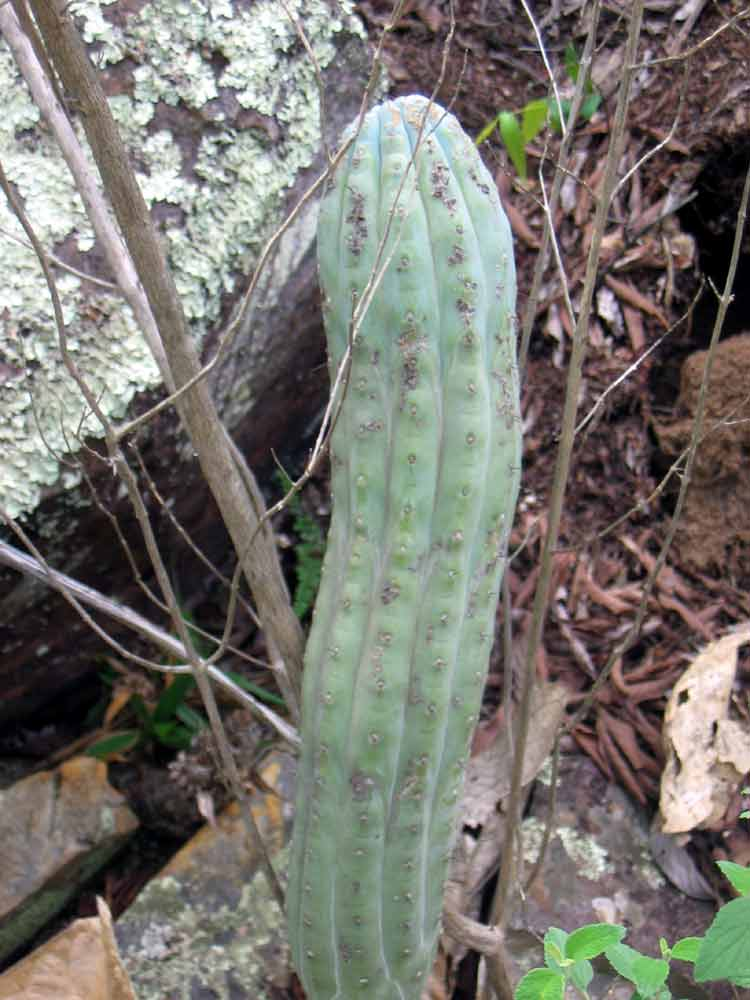
Planta en su hábitat
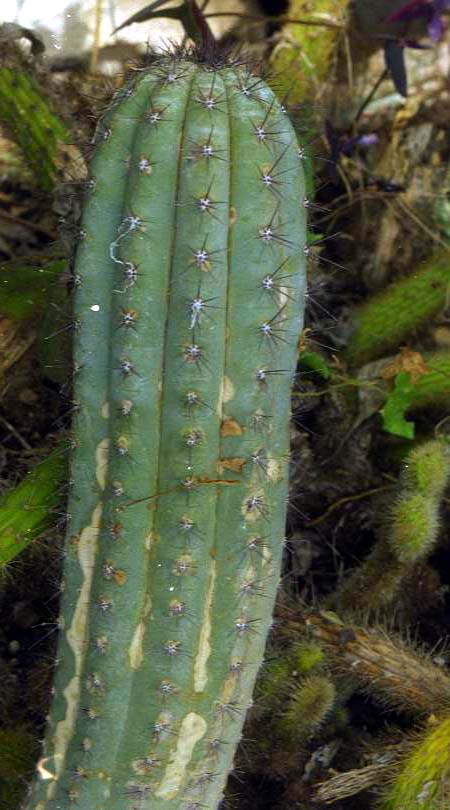
Detalle del tallo